# عبد الله الدبل
عبد الله الدبل (1953- 2007) ، رجل أعمال سعودي ، يعد من الشخصيات الإدارية البارزة في تاريخ كرة القدم السعودية ، وهو أول سعودي يحصل على عضوية المكتب التنفيذي في الاتحاد الدولي لكرة القدم (الفيفا) .

## النشأة
ولد عبد الله الدبل عام 1953 في بلدة الجفر ، بمحافظة الأحساء (شرق السعودية) ، وانتقل إلى مدينة الدمام ، قبل أن يتخرج من كلية التجارة من جامعة الملك سعود بالرياض عام 1975 .

## مسيرته المهنية
بدأ الدبل حياته المهنية في الرياضة عندما ترأس نادي الاتفاق السعودي في الدمام في آواخر العشرينات من عمره ، عام 1978 ، وانضم إلى عضوية الاتحاد السعودي لكرة القدم ، في مطلع الثمانينات الميلادية ، وحمل عضوية لجان رياضية محلية عدة كلجان المنتخبات وتطوير أساليب الأداء ، وتطوير التحكيم في الربع الأول من التسعينات الميلادية ، واللجنة العليا المنظمة لبطولة كأس العالم الخامسة للشباب . 
وقدمه الرئيس العام لرعاية الشباب السعودي ، فيصل بن فهد ، لعضوية الاتحاد الدولي لكرة القدم في منتصف الثمانينات الميلادية ، قبل أن يشغل منصب عضو اللجنة التنفيذية في «الفيفا» لمدة 24 عاماً . وعمل الدبل أيضاً كعضو في لجنة الاحتراف في الاتحاد الدولي لكرة القدم . وعند رئاسته للجنة المسابقات في الاتحاد الاسيوي لكرة القدم ، أطلق الدبل بعض البطولات الجديدة في القارة الصفراء ومنها كأس التحدي وكأس رئيس الاتحاد الآسيوي وساهم في إعادة هيكلة دوري أبطال آسيا . 
وساهم الدبل في الاعتراف الدولي ببطولة القارات من الاتحاد الدولي لكرة القدم والتي جاءت بفكرة من فيصل بن فهد وحملها الدبل لأروقة «الفيفا» ، وتوجت مساعيه بإقامتها في السعودية ثلاث مرات ، ثم تداول ملف استضافتها بين قارات العالم ، وأقيمت آخر نسخة لها في روسيا عام 2017 ، قبل أن تلغى نسخة عام 2021 والتي كان من المقرر استضافتها في قطر ، واستبدالها بكأس العالم للأندية.

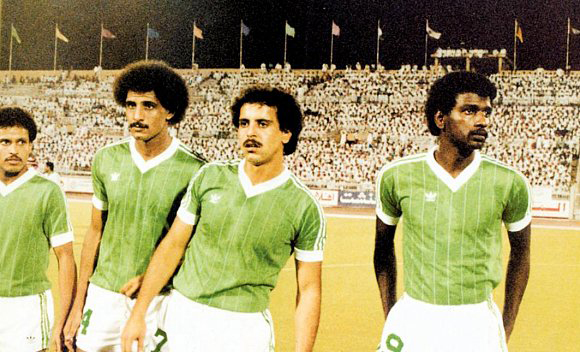
شارك الدبل في اللجنة السعودية للمنتخبات وتطوير أساليب الأداء. (المنتخب السعودي خلال إحدى مشاركاته عام 1984)

## وفاته
في دورة كأس الخليج الثامنة عشرة لكرة القدم ، التي استضافتها الإمارات ، توفي الدبل إثر إصابته بأزمة قلبية حادة في أبوظبي ، والتي كان متواجداً فيها ضمن الوفد السعودي المشارك في الدورة  ونقل جثمانه إلى الدمام، حيث صلي عليه ودفن في ثراها .

## تكريمه من الاتحاد الآسيوي
على هامش اجتماع الجمعية العمومية الثالث والعشرين للاتحاد الآسيوي لكرة القدم في عام 2009 ، كرم الاتحاد 70 شخصية رياضية آسيوية ساهمت في خدمة كرة القدم الآسيوية ، وكان من بينها الراحل الدبل ومواطنه فهد الدهمش . كما أطلقت أمانة المنطقة الشرقية ، اسمه على أحد شوارع حي المزروعية بالدمام  تقديرا لمسيرته .

## وصلات خارجية
1. فيديو: سيرة وحياة رجل الأعمال والقيادي الرياضي الراحل عبدالله الدبل في برنامج الراحل مع محمد الخميسي